# Російські військовополонені у російсько-українській війні (з 2014)
У списку наведено дані про російських військовослужбовців, що потрапили до полону під час війни на Донбасі.
20 травня 2015 року українські ЗМІ опублікували список близько двох десятків військовослужбовців РФ, які побували в українському полоні.
За твердженням керівника Головного слідчого управління СБУ Василя Вовка, станом на 11 червня 2015 року в Україні утримуються під вартою 13 військовослужбовців Російської Федерації, а у списку осіб, по яким СБУ веде розслідування, перебуває 54 громадян РФ.

## Список полонених військовослужбовців ЗС РФ
| Зовнішні відеофайли | Зовнішні відеофайли                                            |
| ------------------- | -------------------------------------------------------------- |
|                     | Строковик російської армії підтвердив, що Росія переправляє... |

| Зовнішні відеофайли | Зовнішні відеофайли                                                                 |
| ------------------- | ----------------------------------------------------------------------------------- |
|                     | Костромські десантники: «Нам сказали — ми на навчаннях» (Україна, Київ, 30.08.2014) |

| Зовнішні відеофайли | Зовнішні відеофайли                |
| ------------------- | ---------------------------------- |
|                     | Допит Мельчакова Івана Васильовича |

| Зовнішні відеофайли | Зовнішні відеофайли             |
| ------------------- | ------------------------------- |
|                     | Допит Романцева Івана Ігоровича |

| Зовнішні відеофайли | Зовнішні відеофайли                   |
| ------------------- | ------------------------------------- |
|                     | Звернення Почтоєва Єгора Валерійовича |

| Зовнішні відеофайли | Зовнішні відеофайли                   |
| ------------------- | ------------------------------------- |
|                     | Допит Генералова Олексія Миколайовича |

| Зовнішні відеофайли | Зовнішні відеофайли                |
| ------------------- | ---------------------------------- |
|                     | Допит Смирнова Сергія Олексійовича |

| Зовнішні відеофайли | Зовнішні відеофайли                                                               |
| ------------------- | --------------------------------------------------------------------------------- |
|                     | Звернення до Путіна та Шойгу матерів костромських ПДВшників, потрапивших в полон. |

| Зовнішні відеофайли | Зовнішні відеофайли      |
| ------------------- | ------------------------ |
|                     | Ми в частини не вернемся |

| Зовнішні відеофайли | Зовнішні відеофайли                                     |
| ------------------- | ------------------------------------------------------- |
|                     | Відпущені на Батьківщину десантники додому не дістались |

| Зовнішні відеофайли | Зовнішні відеофайли                |
| ------------------- | ---------------------------------- |
|                     | Трупы солдат армии РФ под Донецком |

| Зовнішні відеофайли | Зовнішні відеофайли                                    |
| ------------------- | ------------------------------------------------------ |
|                     | Ахметов Руслан Ахатович та Ільмітов Арсеній Аркадієвич |

| Зовнішні відеофайли | Зовнішні відеофайли                          |
| ------------------- | -------------------------------------------- |
|                     | Десантники РФ Ахметов и Ильмитов // LifeNews |

| Зовнішні відеофайли | Зовнішні відеофайли                                              |
| ------------------- | ---------------------------------------------------------------- |
|                     | Свідчення полоненого солдата-росіянина (Хохлов Петро Сергійович) |

| Зовнішні відеофайли | Зовнішні відеофайли                                                             |
| ------------------- | ------------------------------------------------------------------------------- |
|                     | Військовослужбовці РФ, які брали участь в бойових діях на сході України         |
|                     | Батальон "Донбасс" подбили российский танк Т-72 в с.Червоносільське 29.08.2014г |

| Зовнішні відеофайли | Зовнішні відеофайли                                                                           |
| ------------------- | --------------------------------------------------------------------------------------------- |
|                     | Пленный российский военнослужащий: прапорщик Бураков Владимир Ильич, техник взвода, в/ч 32515 |
|                     | Див. [20:30]: Кіборги Луганського аеропорту. 1 частина                                        |

| Зовнішні відеофайли | Зовнішні відеофайли                                                         |
| ------------------- | --------------------------------------------------------------------------- |
|                     | Відео розповіді сержанта ЗС РФ про війну в Україні. Тур Євген Володимирович |

| Зовнішні відеофайли | Зовнішні відеофайли                                                                                   |
| ------------------- | --- |
|                     | Допит полоненого диверсанта - сержанта Александрова Олександра Анатолієвича розвідниками 92-ї бригади |
|                     | Пояснення громадянина РФ сержанта ГРУ Олександра Александрова (eng), Служба безпеки України           |
|                     | Затриманий в Луганській області сержант Александров. Інтерв'ю кореспонденту російської «Нової газети» |

| Зовнішні відеофайли | Зовнішні відеофайли                                                                               |
| ------------------- | ------------------------------------------------------------------------------------------------- |
|                     | "Не вбивайте мене я росіянин". Як Бійці 92-й ОМБр взяли в полон двох російських спецназівців ГРУ. |
|                     | Пояснення громадянина РФ капітана ГРУ Євгена Єрофєєва (eng), Служба безпеки України               |
|                     | Затриманий в Луганській області диверсант капітан Єрофєєв. Інтерв'ю кореспонденту «Нової газети»  |

| Зовнішні відеофайли | Зовнішні відеофайли |
| ------------------- | --- |
|                     | Євроньюз поспілкувався зі схопленим на сході України російським офіцером                                                     |
|                     | Старков просить Путіна не відмовлятися від російських військових, яких затримала Україна, Служба безпеки України, 13.08.2015 |

| Зовнішні відеофайли | Зовнішні відеофайли                                                                       |
| ------------------- | ----------------------------------------------------------------------------------------- |
|                     | Мама захопленого в полон в Україні єфрейтора Агєєва звернулася до Путіна, Шойгу і Лаврова |
|                     | Чим російську маму можна здивувати й образити, опубліковано 3 липня 2017 року             |

## Цитати
Віталій Портников:

| Ми з таким подивом спостерігаємо, як Російська держава відрікається від своїх солдатів, захоплених на території України, наче будь-коли раніше було інакше. У Росії є два основних принципи ставлення до полонених: сором і презирство. Сором — тому що цей агресор практично ніколи не визнає, що це він несе біду в чужі доми. І презирство — тому що він нічого не хоче знати про саму можливість поразки, він не готовий змилуватися над тими, хто потрапив у полон — навіть, якщо це свої.[34][35]Оригінальний текст (рос.) Мы с таким изумлением наблюдаем, как Российское государство отрекается от своих солдат, захваченных на территории Украины, как будто когда-либо раньше было иначе. У России есть два основных принципа отношения к пленным: стыд и презрение. Стыд — потому что этот агрессор практически никогда не признает, что это он несет беду в чужие дома. И презрение — потому что он ничего не хочет знать о самой возможности поражения, он не готов смилостивиться над попавшими в плен — даже, если это свои. |